# Stazione di Kurosawa (Akita)
La stazione di Kurosawa (黒沢駅?, Kurosawa-eki) è una stazione ferroviaria della città di Yokote, nella prefettura di Akita della regione del Tōhoku, servita dai treni locali della linea Kitakami.

## Linee
East Japan Railway Company
■ Linea Kitakami

## Struttura
La fermata dispone di un fabbricato viaggiatori di piccole dimensioni, e un marciapiede a isola con due binari passanti. In questa stazione avviene l'incrocio dei treni lungo la linea a semplice binario.
Schema binari
| 1 | ■ Linea Kitakami | per Yokote               |
| 2 | ■ Linea Kitakami | per Hottoyuda e Kitakami |

## Stazioni adiacenti
| «              | Servizio       | »              |
| Linea Kitakami | Linea Kitakami | Linea Kitakami |
| -------------- | -------------- | -------------- |
| Yudakōgen      | Locale, Rapido | Komatsukawa    |